# Hartmut Hosenfeld

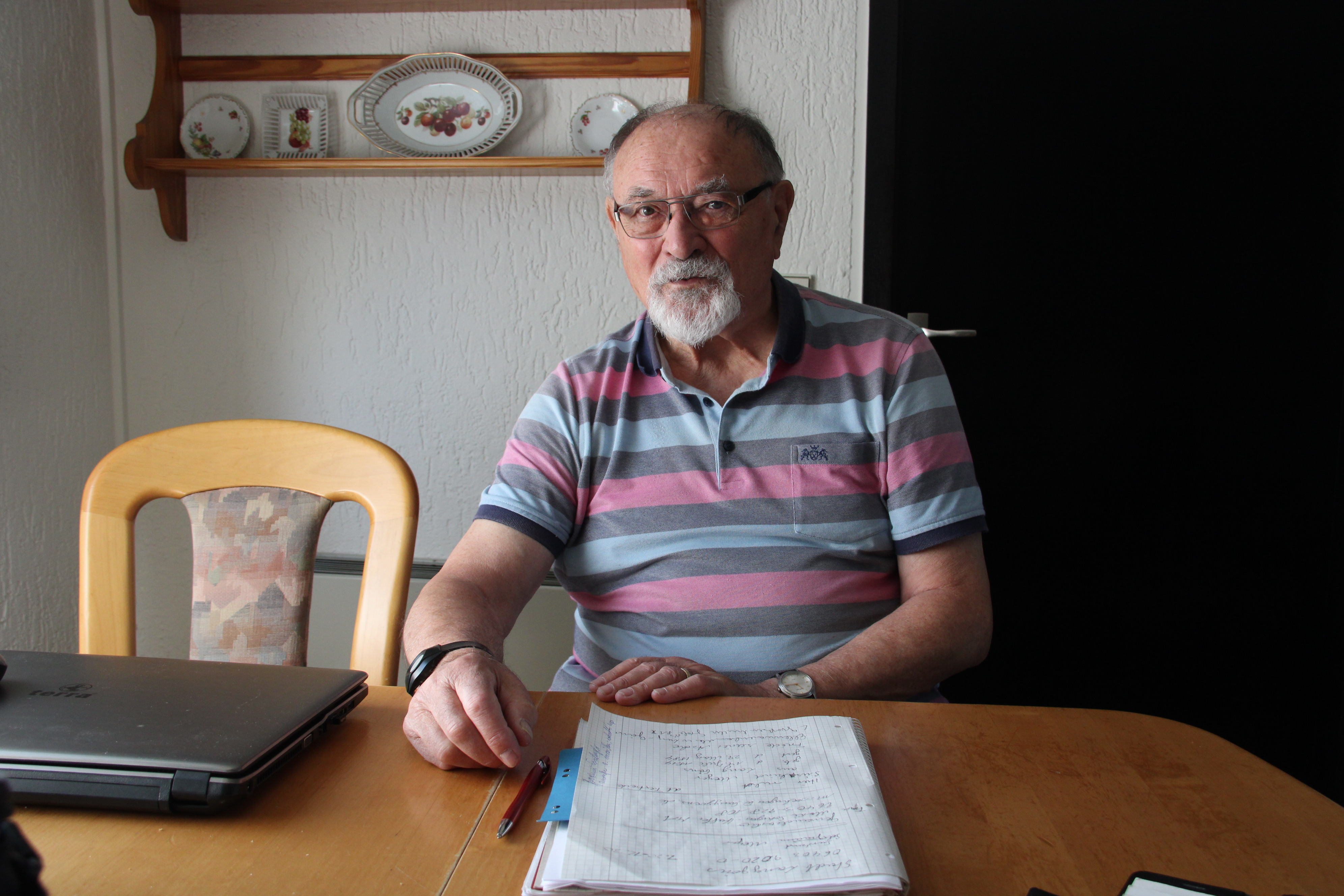
Hartmut Hosenfeld (2020)

Hartmut Hosenfeld (* 3. Dezember 1939) ist ein deutscher Heimatforscher, der sich besonders um das jüdische Erbe der Stadt Attendorn verdient gemacht hat. Er war bis 2002 Leiter der Sonderschule Albert-Schweitzer-Schule. Am 5. August 2021 händigte Landrat Theo Melcher Hartmut Hosenfeld für seine Verdienste das Verdienstkreuz am Bande des Verdienstordens der Bundesrepublik Deutschland aus.

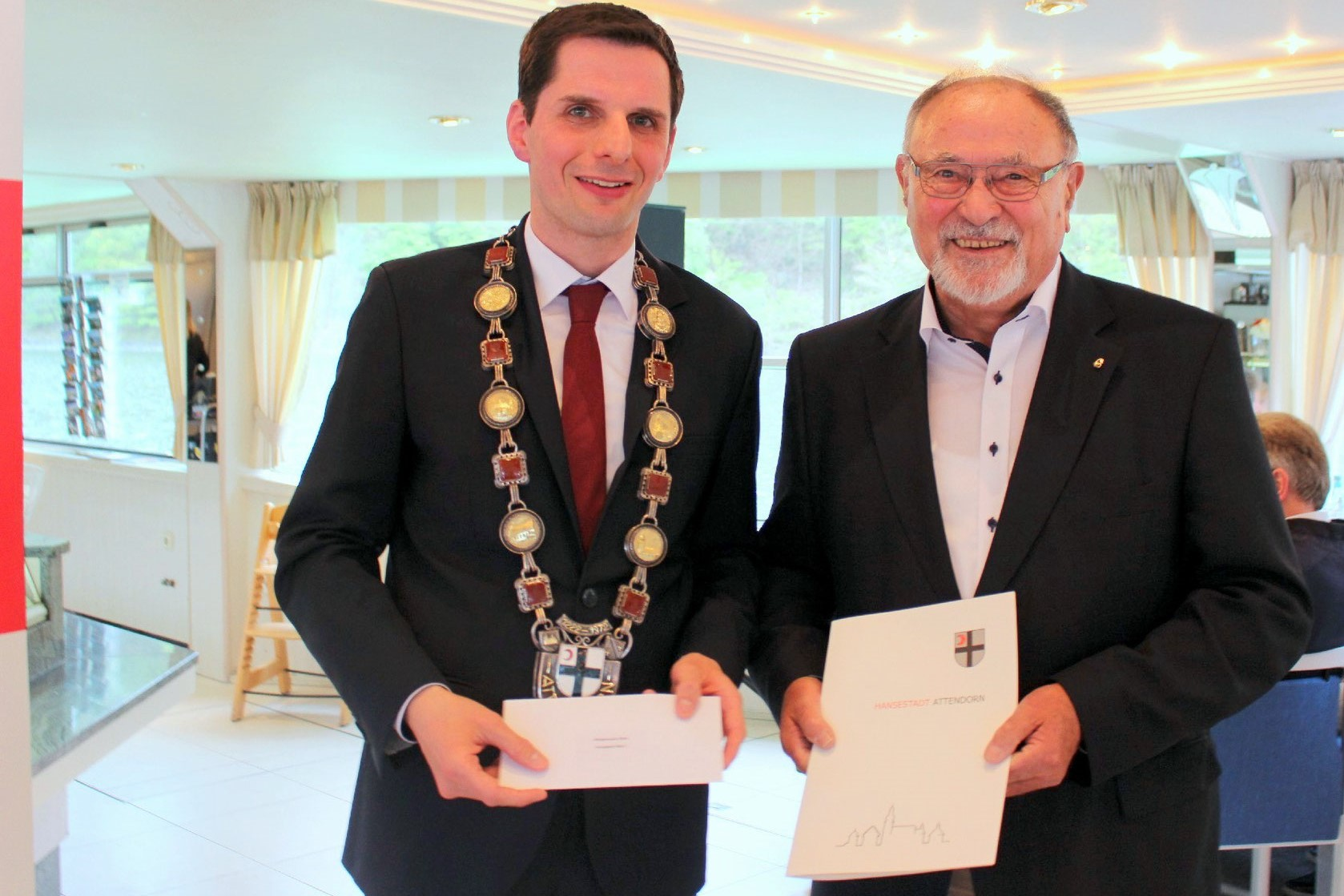
Der Attendorner Bürgermeister Christian Pospischil (links) und Hartmut Hosenfeld (2017)

## Wirken
Die von ihm gegründete Initiative „Jüdisch in Attendorn“ sorgte 2018 mit einer mehrwöchigen Aktion namens „Shalom Attendorn 2018“ anlässlich des 80. Jahrestags der Novemberpogrome 1938 für bundesweites und internationales Aufsehen. Hartmut Hosenfeld ist Mit-Initiator des 2018 eröffneten „Julius-Ursell-Weg“, dem ersten jüdischen Themen-Wanderweg in Deutschland.
2006 erschien sein Buch „Jüdisch in Attendorn: Die Geschichte der ehemaligen jüdischen Gemeinde in Attendorn“. Das zweite Buch von Hartmut Hosenfeld mit dem Titel „Gabriel, ein unbekannter Stern aus Attendorn“ erschien im Jahr 2013 und ist eine Biographie des gebürtigen Attendorner Juden Gabriel Stern (1913–1983), der in Israel als vielfach ausgezeichneter Journalist und Assistent des Philosophen Martin Buber tätig war.

### Forschung
Hartmut Hosenfeld hat durch seine Forschung zahlreiche Biografien jüdischer Mitbürgerinnen und Mitbürger aus Attendorn rekonstruiert und für die Nachwelt erhalten. Darunter beispielsweise die Geschichte von Anna Kahn, die 1929 gegen viele Widerstände als erstes Mädchen überhaupt in Attendorn ihr Abitur abgelegt hat. Später trat sie zum Judentum über und heiratete den Attendorner Juden Kurt Stern. Gemeinsam mit ihm und ihrer Tochter floh sie vor den Nationalsozialisten in die USA, wo sie im Jahr 2005 verstarb. Oder von Julius Ursell, der bis zur Machtergreifung der Nationalsozialisten im Jahr 1933 als Kassierer und Wegewart im SGV für die Auszeichnung der Wanderwege in Attendorn verantwortlich war. Ihre Geschichten sowie die der Familien Stern und Ursell zeugen durch die Forschung Hartmut Hosenfelds bis heute vom jüdischen Leben in Attendorn.
Die Geschichte von Anna Kahn ist mittlerweile auch Bestandteil der offiziellen Stadtführungen. Im November 2018 inszenierte der Literaturkurs des Attendorner Rivius-Gymnasiums ihr Leben unter dem Titel „Nana“ als Musical. Den Ausschlag gab laut Geschichtslehrer Stefan Meier die Arbeit von Hartmut Hosenfeld.
Auch der am 28. Oktober eröffnete Julius-Ursell-Weg basiert thematisch auf den Arbeiten von Hartmut Hosenfeld. Der etwa zehn Kilometer lange erste jüdische Themen-Wanderweg in Deutschland wurde im Rahmen des Projektes "Shalom Attendorn 2018" in Erinnerung an Julius Ursell konzipiert.

### Stolpersteine
2006 meldete sich aus Berlin ein Enkel eines ehemaligen SA-Führers aus Attendorn bei Hartmut Hosenfeld. Eigentlich wollte dieser etwas über das Leben der Juden in Attendorn wissen. Er wandte sich an die Heimatpflegerin, die ihm als Fachmann Hartmut Hosenfeld empfahl. Die intensiven Gespräche gaben den Anstoß, auch in Attendorn Stolpersteine zu verlegen.
Die Verlegung der Stolpersteine (im Jahr 2006 waren es 12, im Jahr 2008 wurden noch 2 weitere Stolpersteine hinzugefügt) wurde über Spenden von Parteien, Gruppen und Privatpersonen ermöglicht. Die Stadt Attendorn stellte die öffentlichen Flächen zur Verfügung. Seit der Verlegung ist die alljährlich von Hartmut Hosenfeld geleitete Reinigung der Stolpersteine fester Bestandteil der Erinnerungskultur in Attendorn.

### Gedenkstele auf dem jüdischen Friedhof
Aus Anlass des 80. Jahrestages der Novemberpogrome, die im Jahr 1938 auch in Attendorn für viel Leid unter den jüdischen Bürgern gesorgt haben, hat die Hansestadt Attendorn am 7. November 2018 eine Gedenkstele auf dem Jüdischen Friedhof ihrer Bestimmung übergeben. Etwa 50 Nachfahren der Ursell-Familie fanden an diesem Tag den Weg nach Attendorn, um an der Zeremonie unter Leitung von Hartmut Hosenfeld teilzunehmen.
Im Rahmen der Kampagne #RememberingFromHome #ShoahNames verlas Hartmut Hosenfeld am 21. April, dem Gedenktag Jom Haschoa in Israel, gemeinsam mit Mitstreitern an der Gedenkstele die 18 Namen der Attendorner Menschen, die dem Holocaust zum Opfer fielen.

### Führungen durch das jüdische Leben
Mit dem historischen jüdischen Friedhof, der Gedenktafel zur Pogromnacht im November 1938 und insgesamt 14 Stolpersteinen in der Innenstadt gibt es in Attendorn bis heute Spuren jüdischen Lebens. Hartmut Hosenfeld bietet seit vielen Jahren Führungen durch diese Stationen jüdischen Lebens an, garniert mit viel Wissen, spannenden Anekdoten, nachdenklichen Momenten und dem ein oder anderen jiddischen Witz. Führungen über den jüdischen Friedhof bietet Hartmut Hosenfeld unter anderem regelmäßig für Schulklassen an.

## Ehrungen
- 2016: Bürgerpreis der Hansestadt Attendorn[20]
- 2019: Preis „Kein Platz für Extremismus und Rassismus“ des Kreises Olpe[21]
- 2019: Heimatpreis der Hansestadt Attendorn
- 2019: Preis im Wettbewerb „Aktiv für Demokratie und Toleranz“ des Bündnis für Demokratie und Toleranz – gegen Extremismus und Gewalt (BfDT) für die Initiative „Jüdisch in Attendorn“ und „Shalom Attendorn 2018“[22]
- 2021: Bundesverdienstkreuz am Bande

## Publikationen
- Jüdisch in Attendorn. Nachsuche: die Geschichte der ehemaligen jüdischen Gemeinde in Attendorn (= Jüdisches Leben im Kreis Olpe, Bd. 4). Kreisarchiv, Olpe 2006, ISBN 978-3-9802697-6-6.
- Gabriel, ein unbekannter Stern aus Attendorn: Gerhard Gabriel Stern (1913–1983) (= Jüdisches Leben im Kreis Olpe, Bd. 5). Kreisarchiv, Olpe 2013, ISBN 978-3-9802697-9-7.